# 三首前奏曲 (格什温)
三首前奏曲（英語：Three Preludes）是作曲家乔治·格什温为钢琴创作的前奏曲集。格什温创作的三首前奏曲是他创作的作品中最受钢琴演奏者欢迎的曲目之一，也是他唯一一套给钢琴写的曲集。格什温在1924年创作了著名的《蓝色狂想曲》，此曲在1926年应英国女低音歌手逹瓦瑞兹·玛格丽特（英語：Marguerite d’Alvarez）的要求创作，副标题为“献给比尔·戴利”（英語：To Bill Daly）。此套前奏曲使用布鲁斯变音，节奏中伴随着一些切分音，在节奏，旋律，和声等方面具有蓝调和爵士风格。
格什温原本预计创作24首前奏曲，最终谱写了7首，1926年12月4日在纽约首演了5首，后又于1927年2月在波士顿演奏了1首，但最后流传下来的只有3首。他本人在1928年也录制了这套前奏曲，收录于专辑《格什温弹格什温》之中。

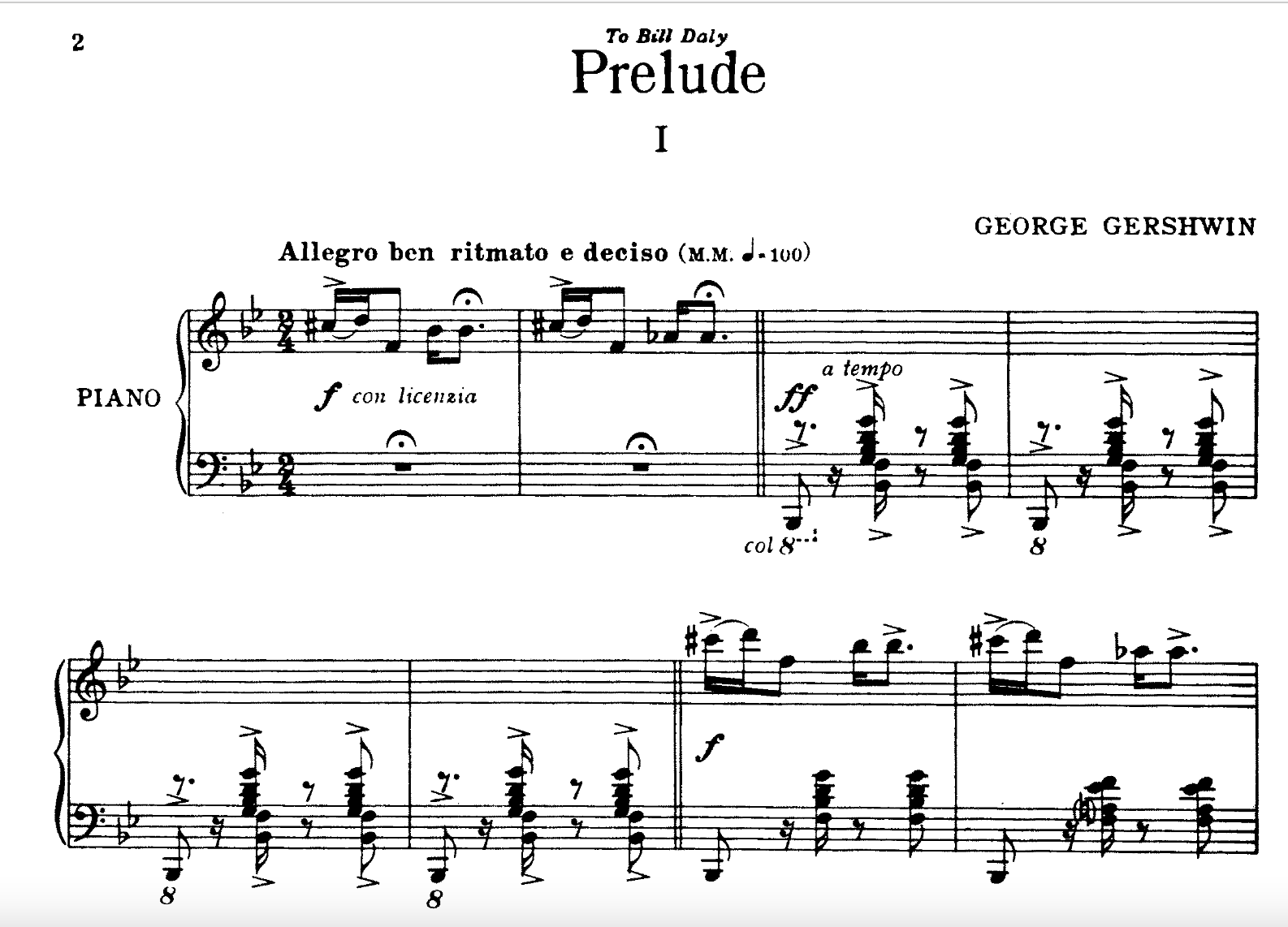
格什温第一首前奏曲

## 曲目分析
第一首前奏曲“有节奏感的快板”的调性为降B大调，拍号为2/4拍，曲式为单三部曲式。开始于10个单音的引子，为音乐的发展进行了铺垫，此曲调性变换较多，中段转到了C大调和c小调，此曲的最高音在此出现，此曲的末段将主题高八度重复并以简短的华彩结尾。如以十六分音符算为一拍，该曲时常出现重音在第1，4，7拍的节奏，演奏时长为1分半钟左右。
第二首前奏曲“舒适的行板”的调性为升c小调，拍号为4/4拍，曲式为再现单三部曲式。此曲拥有平稳、大多数音符为四分音符的低音线条，有时也有保持音，且和声变化丰富、具有蓝调风格。此曲力度相对较弱；在中段升F大调的旋律由左手演奏，曲风变得幽默起来，在最后一段又返回较为平淡的旋律。此曲也存在一些爵士风格的音乐元素，比如重音、切分音。此曲是3首前奏曲中最长的一首，演奏时长为3-4分钟左右，根据格什温本人的叙述，此曲是“类似蓝调的摇篮曲”。 
第三首前奏曲“有节奏感的快板”的调性为降E小调，拍号为2/4拍，别名“西班牙前奏曲”。 曲式为回旋曲式，结构为ABACA，有学者认为也可以粗略的看作三部曲式。此曲的引子在较低音区，高潮在第4段出现，其中该段旋律波动较大，最后一段基本上可以看作除引子外第一段使用八度的重复，整个曲子中左手使用了一些跳音。此曲对比另外2首前奏曲调性变化较少，这首曲子是3首前奏曲中最快的一首，格什温标记的速度为1分钟116拍，演奏时长1分钟左右。 
总的来说，格什温在创作三首前奏曲中不仅结合了古典乐曲的传统结构，还结合了一些爵士乐、蓝调音乐的特色，比如拉格泰姆节奏和重音，和声也有一定创新。快速的第一首、第三首前奏曲和舒缓的第二首前奏曲形成了鲜明对比。格什温创作这套前奏曲时利用钢琴模仿了萨克斯、打击乐等乐器的音响效果。

### 技术难点和技巧
这套前奏曲有时跨度较大，例子有第一首从B♭0（普通钢琴上倒数第二个音符）在四分之一拍内就要跨两个八度，第二首中左手要同时弹相隔十度（约钢琴上十个白键的距离）的音等；钢琴中手小的钢琴演奏者可能会感到有些困难。《北方音乐》杂志的一篇文章建议演奏者要使用爆发力演奏并且使用手臂带动手腕找音。
这套前奏曲并不是为了炫技而作，因此没有太多技术难点，对于第一首前奏曲，格什温使用了一种特别的写作方式：把短音写的略重，长音标记得轻巧。对于第二首前奏曲，旋律线和丰富的和声共存。第三首前奏曲中，情感色彩比较丰富，有时情绪紧张不安。

### 业余考级
这一套前奏曲有些时候也在业余考级考纲中出现。第一首前奏曲是英国皇家音乐学院业余钢琴考级作品之一，整套前奏曲也被列为加拿大皇家音乐学院文凭备选曲之一。

### 改编
这部前奏曲曲被小提琴家亚莎·海菲兹改编成为小提琴和钢琴而作的前奏曲 ，被美国作曲家Gregory Stone改编成双钢琴曲。除此之外，国际乐谱库里也有一些改编成管弦乐团的版本。